# لاسي بويسين
لاسي بويسين (بالدنماركية: Lasse Boesen) مواليد 18 سبتمبر 1979، هو لاعب كرة يد دانمركي يلعب كظهير أيسر. مثل منتخب الدنمارك لكرة اليد. شارك في دورة الألعاب الأولمبية الصيفية سنة 2008. حقق المركز الأول في بطولة أوروبا لكرة اليد للرجال 2008.

## المسيرة الاحترافية
لعب مع نادي كولدينغ كوبنهاغن لكرة اليد في الدوري الدنماركي من سنة 1997 إلى 2003، ثم لعب مع نادي سان أنطونيو لكرة اليد في الدوري الإسباني من سنة 2003 إلى 2006، ثم لعب مع نادي كولدينغ كوبنهاغن لكرة اليد في الدوري الدنماركي في موسم 2006-2007، ثم لعب مع نادي لمغو لكرة اليد في الدوري الألماني في موسم 2007-2008، ثم انضم إلى نادي فلنسبورغ هاندفيت لكرة اليد من سنة 2008 إلى 2011.

## الميداليات
| الميدالية | المسابقة                           |
| --------- | ---------------------------------- |
| فضية      | بطولة العالم لكرة اليد للرجال 2011 |
| برونزية   | بطولة العالم لكرة اليد للرجال 2007 |
| ذهبية     | بطولة أوروبا لكرة اليد للرجال 2008 |

## روابط خارجية
- لاسي بويسين على موقع الاتحاد الأوروبي لكرة اليد (الإنجليزية)
- لاسي بويسين على موقع اللجنة الأولمبية الدولية (الإنجليزية)
- لاسي بويسين على موقع أوليمبيديا (الإنجليزية)